# Francesc de Josa i d'Agulló
Francesc de Josa i d'Agulló (Barcelona, c 1671 – Viena, 1730), fou un eclesiàstic català.
Era fill de Guillem Ramon de Josa i de Peguera, senyor d'Altés i de Pinós, i d'Isabel d'Agulló i Pinós. Fou un dels qui, el 3 de juny de 1700, fundaren l'Acadèmia dels Desconfiats, de la qual n'exercí la presidència efectiva per absència del comte de Savallà Joan Antoni de Boixadors. Fou ardiaca de Santa Maria del Mar i canonge de catedral i vicari general de Barcelona des del 1702. El 1713 participà en les deliberacions de la Junta de Braços que decidí la resistència de Catalunya. Posteriorment marxà, exiliat, a la cort imperial de Viena.